# 국립6.25전쟁납북자기념관
국립6.25전쟁납북자기념관(國立六二五拉北者記念館)은 경기도 파주시 문산읍 임진각로에 있는 국립시설 기념관이다. 대한민국 통일부에서 관장하며 1950년 한국전쟁 당시 북한군에 의해 북한으로 납북(拉北)되어 실종된 대한민국 국민들에 대한 소재와 6.25전쟁에 관한 소재를 다루고 있다.

## 개요
1950년 6월 25일부터 1953년 7월 27일까지 한국전쟁 당시 북한군에 의해서 납북되어서 실종되었거나 북한에서 사망한 대한민국 국민들에 대한 내용을 다루고 6.25 전쟁으로 인한 개황과 대한민국으로 돌아오지 못하고 북한에서 실종 및 사망한 대한민국 납북자들에 대한 내용을 통해서 안보의식을 알리고 있다.
한국전쟁 중 북한군에 의해 납북되어 실종 및 사망자들에 대한 진위와 납북자 가족 및 유족들의 비극을 알리고자 상설전시관과 기획전시관으로 구성되었고 현재 경기도 파주시 문산읍 임진각관광지에 자리하고 있다.

## 전시내용[2]
- 납북의 배경과 원인
- 납북의 전개과정과 납북자의 고통
- 귀환 노력과 납북자 가족의 아픔
- 통일을 위한 노력

## 관람안내[3]
- 매주 월요일, 명절 연휴 휴관
- 관람시간 : 오전 10시 ~ 오후 5시
- 입장료 : 무료